# Sangiovese

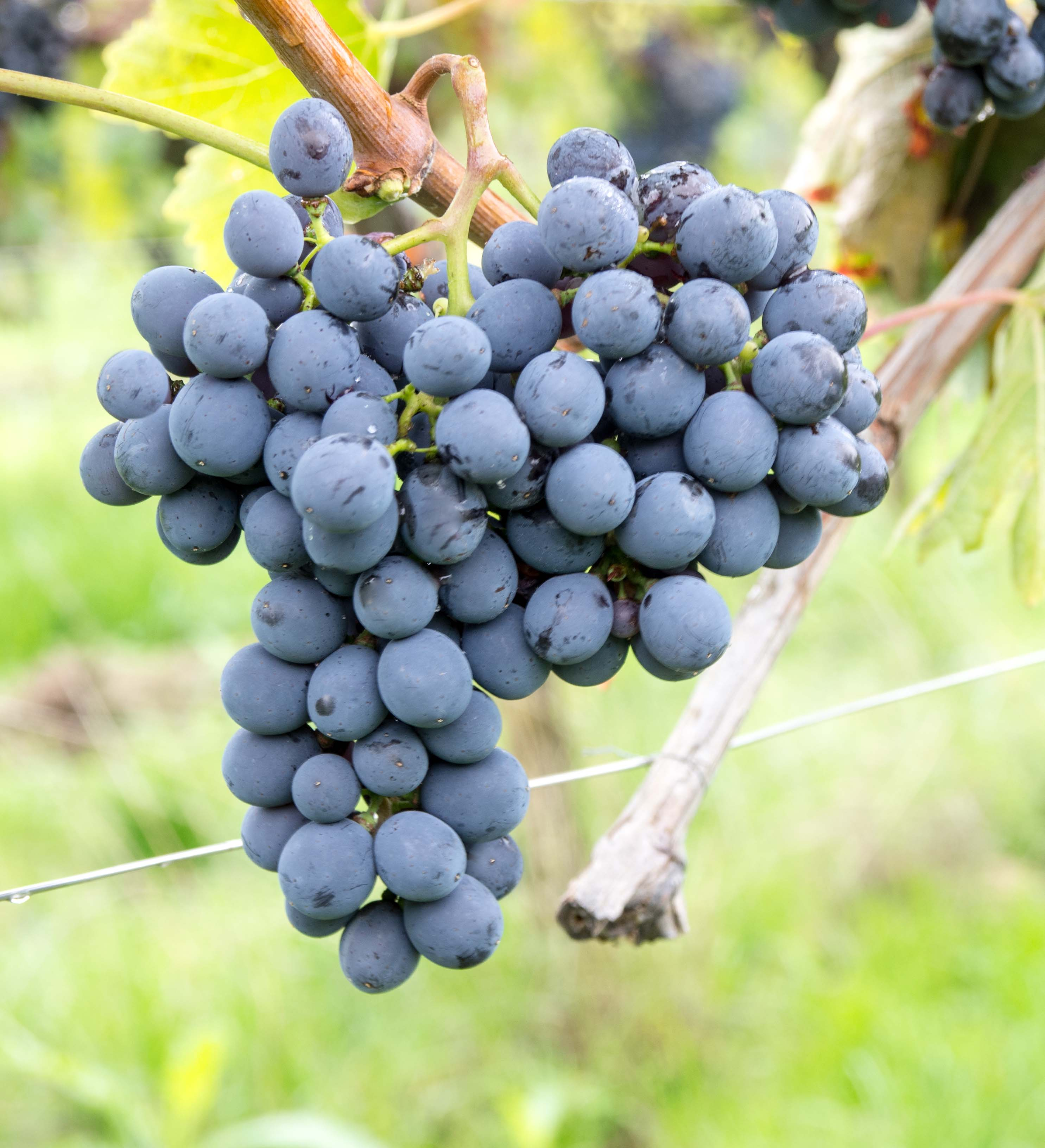
Sangiovese

Sangiovese [sandʒoˈveːze] ist eine aus Italien stammende Rotweinsorte. Sie ist dort eine der wichtigsten und häufigsten Traubensorten und bildet die Grundlage für bekannte Weine wie Brunello di Montalcino, Chianti Classico, Chianti, Morellino di Scansano oder Vino Nobile di Montepulciano. Allgemein zeichnet sich ein Sangiovese-Wein durch eine eher helle rote Farbe und eine ausgeprägte Struktur mit einem hohen Säure- und Tanningehalt aus.

## Abstammung und Geschichte
Der Schweizer Biologe José Vouillamoz kam im Jahr 2004 zu der Überzeugung, dass die Rebsorte Sangiovese aus einer spontanen Kreuzung der Sorten Ciliegiolo × Calabrese di Montenuovo entstanden sei. Im Widerspruch dazu stehen Untersuchungen aus den Jahren 2007 und 2010, die ergaben, dass Ciliegiolo ein Nachkomme von Sangiovese × Moscato Violetto sei. Sangiovese wäre demnach ein Elternteil von Ciliegiolo. Der französische Ampelograph Thierry Lacombe legte im Jahr 2012 Untersuchungen vor, nach denen Sangiovese ein Nachkomme aus Foglia Tonda mit Gaglioppo oder aber mit Frappato di Vittoria sein kann. Es gibt viele sich widersprechende Forschungsergebnisse, so dass die genetische Herkunft des Sangiovese als nicht geklärt gilt.
Lange Zeit galt die Einteilung in Sangiovese Grosso (mit den Vertretern Brunello, Prugnolo gentile und Sangiovese di Lamole) und Sangiovese piccolo (Sangiovese piccolo di Montalcino, Morellino di Scansano). Diese grobe Einteilung wurde, wie schon die Namen aussagen, aufgrund der Beerengröße getroffen. Bereits 1879 wurde jedoch durch eine Ampelografische Kommission der Provinz Siena die Sortengleichheit festgestellt. Durch neuere Pflanzversuche verschiedener Klone konnte die vermeintliche Eigenschaft der größeren Beeren des Sangiovese Grosso auf die Wachstumsbedingungen um Montalcino zurückgeführt werden. Es gibt auch keine Unterschiede im DNA-Profil. Der Prugnolo Gentile, aus dem der Vino Nobile di Montepulciano gekeltert wird, sowie der Brunello, Namensgeber des gleichnamigen Weines aus Montalcino, werden heute nicht mehr als eigenständige Sorten geführt. In beiden Fällen sprechen die DOCG Regularien von Sangiovese, der in der jeweiligen Gegend Brunello beziehungsweise Prugnolo gentile genannt wird.
Auch die agronomischen Ursprünge der Rebsorte liegen im Dunkeln. Es findet sich zwar immer wieder die Vermutung, Vorläufer des Sangiovese seien schon zu Zeiten der Römer oder gar der Etrusker angebaut worden, jedoch lassen diese Hypothesen sich nicht belegen. Die Sorte erscheint 1590 erstmals unter dem Namen Sangiogheto oder Sangioveto bei dem toskanischen Agronomen Giovanni Vittorio Soderini. Aber auch in der Emilia-Romagna finden sich um 1650 Zeugnisse über die Rebsorte Sanzuvesa. Da die Traubensorte regional bedingt immer schon sehr unterschiedliche Namen trug und darüber hinaus sehr starke ampelographische Differenzierung je nach Anbaubedingungen ausbildet, sind eindeutige Zuordnungen, welche Rebsorte wann mit welchem Namen belegt wurde, heute kaum noch möglich. Die Herkunft des Namens ‚Sangiovese‘ ist nicht letztendlich geklärt, häufig wird er aber von lateinisch sanguis jovis hergeleitet und mit „Blut des Jupiter“ übersetzt.

## Verbreitung
Die Hauptanbaugebiete des Sangiovese sind die traditionellen Siedlungsgebiete der Etrusker, vor allem die Region Toskana. Bedeutend vertreten ist er aber auch in der Emilia-Romagna und in den Marken.
Einige der bekanntesten Rotweine der Toskana basieren laut Produktionsbestimmung auf Sangiovese: 
- Brunello und Rosso di Montalcino, für diese Weine ist Sangiovese als einzige Traubensorte zugelassen.
- Vino nobile und Rosso di Montepulciano, Sangiovese mindestens 70 %
- Chianti Classico, Sangiovese mindestens 80 %, Chianti DOCG mindestens 70 %
- Carmignano, Sangiovese mindestens 50 %
- Morellino di Scansano, Sangiovese mindestens 85 %

Andere bekannte Weine auf der Grundlage von Sangiovese sind:
Rosso di Montefalco aus Umbrien (60–70 %), Rosso Piceno Sangiovese aus den Marken (mind. 85 %) oder Romagna Sangiovese aus der Emilia-Romagna (mind. 85 %).
Eine eigene Weinkategorie, in der der Sangiovese eine wichtige Rolle spielt, sind die sogenannten „Supertuscans“. Das sind Weine, die nicht nach den italienischen DOC/DOCG Vorschriften hergestellt sind, mit dem Ziel nach önologischen und marktorientierten Kriterien hochwertige, „bedeutende“ Weine herzustellen, die sich meist an französischen Vorbildern orientieren. Häufig wird der Sangiovese bei diesen Weinen mit internationalen Rebensorten (Cabernet Sauvignon, Merlot) verschnitten und im Barrique ausgebaut.
Der Sangiovese gilt als eine der bedeutenden italienischen Leitsorten und wird auch in den meisten anderen italienischen Regionen angebaut, wenn auch nur in kleiner Menge und in der Verwendung eines Verschnittpartners. 
Zu einer gewissen Bedeutung hat es die Rebe auf der Insel Korsika gebracht. Von den bis Ende des 18. Jahrhunderts die Insel beherrschenden Genuesen wurde die Rebsorte aus Italien eingeführt. Sie ist dort unter dem Namen Nielluccio in allen AOC / Vin de Pays Rot- und Roséweinen zugelassen. Weitere meist kleinere Anpflanzungen des Sangiovese gibt es in Europa in Griechenland, Malta, der Schweiz, der Türkei und Ungarn. Außerhalb Europas wird er in Argentinien, Australien, Brasilien, Chile, Israel, Kanada, Neuseeland, Südafrika, Thailand, Tunesien und den USA angebaut.
Weltanbaufläche 2016: 73.464 ha, wovon allein in Italien 68.428 ha lagen.

## Forschungsprojekte
Durch das vom Consorzio Chianti Classico initiierte Forschungsprojekt Chianti 2000 konnte eine Qualitätssteigerung dieser Rebsorte erzielt werden, die sich auch in der Vielfalt der unterschiedlichen Weinsorten bemerkbar macht. Die Forschungsgruppe richtete dabei ihren Fokus auf die im Laufe der Jahrhunderte natürlich gebildeten Klone/Ableger dieser Traubensorte, um diese gezielt weiterzuentwickeln und zu züchten. Allein im Weinanbaugebiet Chianti Classico gibt es auf Grund verschiedener klimatischer Bedingungen unterschiedliche Ausprägungen dieser Traubensorte.

## Ampelographische Sortenmerkmale

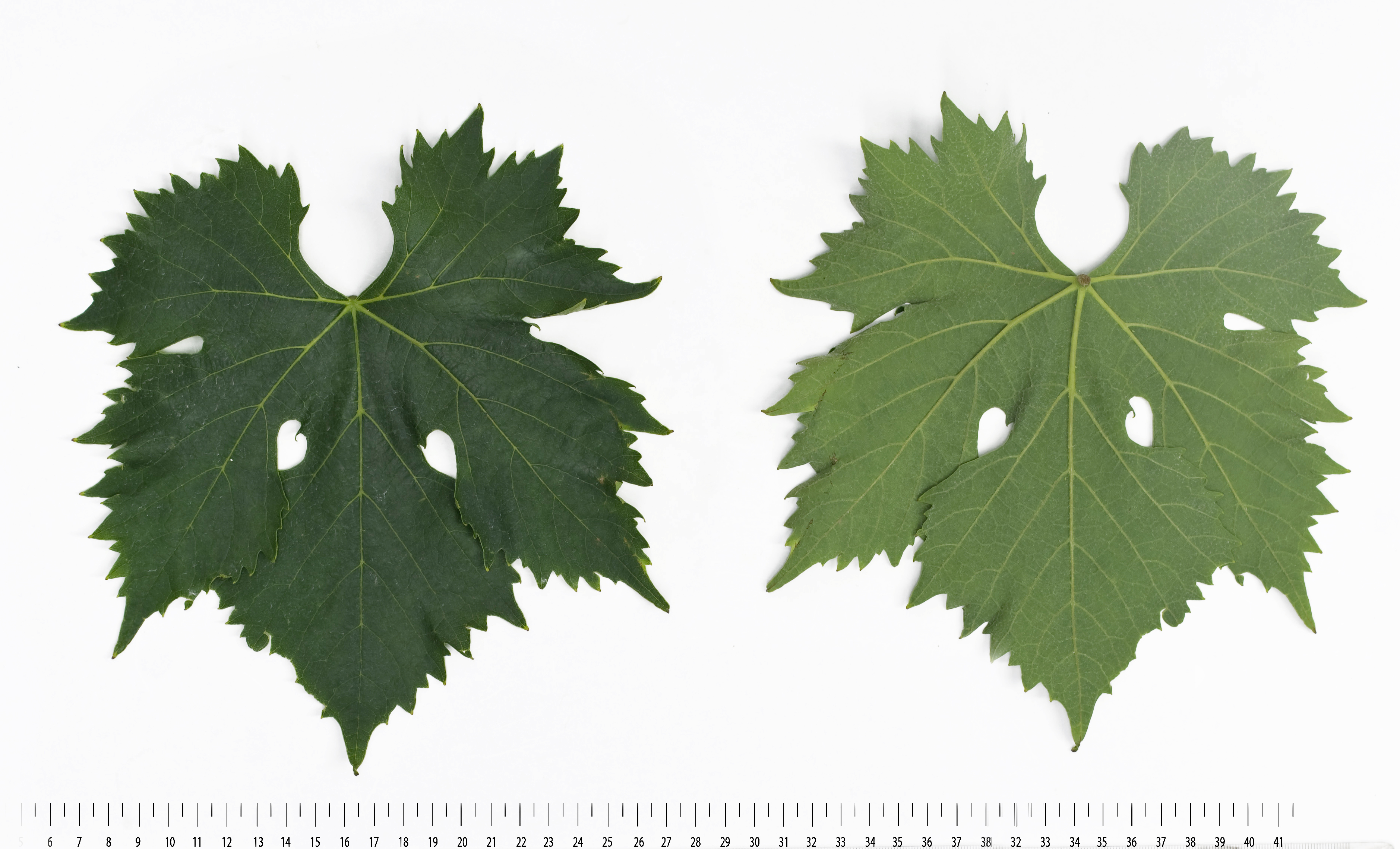
Ein Blatt Sangiovese

- Triebspitze starkwollig, weißlich grün mit rötlichem Anflug.
- Junges Blatt hellgrün, leicht bronziert; Blätter mittelgroß, fünflappig, dunkelgrün, Blattoberseite glatt, leicht beborstet, unterseits stark beborstet; Stielbucht U-förmig, offen.
- Traube mittelgroß, zylindrisch bis leicht pyramidenförmig, geschultert, kompakt.
- Beere mittelgroß, rund, dickschalig, von schwarzblauer Farbe.

Reife: Anfang Oktober

## Eigenschaften
Die Rebe ist sehr starkwüchsig, bevorzugt leichte, kalkhaltige Böden und gute Lagen, bringt hohe Erträge und reift Anfang Oktober.

## Synonyme
Die Rebsorte ist auch unter 112 weiteren Namen bekannt: Agnelluccia, Agnellucciu, Brunelletto, Brunello, Brunello di Montalcino, Brunello Montalcino, Cacchiano, Calabrese, Cardisco, Cassano, Chiantino, Cordisio, Corinto, Corinto Nero, Cuocignola, Don Michele, Gabba Cani, Guarnacciola, Ingannacane, Lacrima, Lambrusco, Lambrusco Mendoza, Liliano, Maglioppa, Montepulciano Cardisco, Montepulciano Primutico, Morellino, Morellino de Florence, Morellino di Scansano, Morellone, Moscatale, Moscatele, Negrello, Negretta, Nelutcho, Nerello, Nerello Campotu, Nerino, Nerino Sanvicetro, Niella, Niellone, Nielluccia, Nielluccio, Niellucciu, Pigniuolo Rosso, Pignolo, Pignolo Rosso, Pignuolo, Plant Romain, Primaticcio, Prugnolino Dolce, Prugnolo, Prugnolo di Montepulciano, Prugnolo Dolce, Prugnolo Gentile, Prugnolo Gentile di Montepulciano, Prugnolo Rosso, Puttanella, San Giovese dal Cannello Lungo di Predoppio, San Giovese di Romagna, San Gioveto, San Gioveto Dolce Nero, San Gioveto Gentile, San Gioveto Grosso, San Giovetto Grosso di Toscana, San Montanino, San Quioveto, San Roveto, San Zoveto, Sancivetro, Sangineto, Sangiogheto, Sangiovese Crni, Sangiovese dal Cannello Lungo, Sangiovese dal Cannello Lungo di Predappio, Sangiovese di Lamole, Sangiovese di Romagna, Sangiovese Dolce, Sangiovese Elba, Sangiovese Gentile, Sangiovese Grosso, Sangiovese Nostrano, Sangiovese Piccolo, Sangiovese Piccolo Precoce, Sangiovese Romagnolo, Sangiovese Toscano, Sangiovete, Sangioveto, Sangioveto Chiantigiano, Sangioveto dell’Elba, Sangioveto Dolce, Sangioveto Doppio, Sangioveto Doppio del Chianti, Sangioveto Grosso, Sangioveto Montanino, Sanvicetro dal Cannello Lungo di Predappio, Sanvicetro di Lamole, Sanvicetro di Romagna, Sanvicetro Dolce, Sanvicetro Gentile, Sanxhoveze, Sanzoveto, Tabernello, Tignolo, Tignolo Sointovese, Tipsa, Toustain, Tuccanese, Uva Abruzzi, Uva Canina, Uvetta, Vigna del Conte, Vigna Maggio.